# جيمون جوردون
جيمون جوردون (بالإنجليزية: Jamon Gordon)‏ مواليد 18 يوليو 1984 في جاكسونفيل، هو لاعب كرة سلة محترف أمريكي بدأ مسيرته الاحترافية في سنة 2007 يلعب في الدوري التركي لكرة السلة كلاعب هجوم خلفي ويحمل الرقم 22. يبلغ طوله 6 قدم 3 بوصة (1.9 م).

## فرق لعب لها
- نادي أولمبياكوس لكرة السلة
- غلطة سراي لكرة السلة

## روابط خارجية
- جيمون جوردون على موقع الدوري الأوروبي لكرة السلة (الإنجليزية)
- جيمون جوردون على موقع كرة السلة الأوروبية.كوم (الإنجليزية)
- جيمون جوردون على موقع DraftExpress.com (الإنجليزية)
- جيمون جوردون على موقع كلية كرة السلة في سبورتس رفرنس.كوم (الإنجليزية)
- جيمون جوردون على موقع ريلجم (الإنجليزية)
- جيمون جوردون على موقع بروبوليرز (الإنجليزية)
- جيمون جوردون على موقع سبورتس رفرنس (الإنجليزية)